# Claudine Hermann
Pour les articles homonymes, voir Hermann.
Ne doit pas être confondu avec Claudine Herrmann.
Claudine Hermann, née le 19 décembre 1945 à Paris et morte le 17 juillet 2021 à Villejuif,, est une physicienne française, première femme à devenir professeure des universités à l'École polytechnique,, en 1992. Elle y avait été recrutée comme maîtresse de conférences en 1980.
Elle est cofondatrice en 2002 puis présidente d'honneur de l'association Femmes et sciences et présidente de la Plateforme européenne des femmes scientifiques (European Platform of Women Scientists EPWS) à partir de 2017.

## Parcours de formation et professionnel
Ancienne élève de l'École normale supérieure de jeunes filles (S1965), agrégée de physique (1969), elle soutient en 1976 une thèse de sciences intitulée Pompage optique dans l'antimoniure de gallium : détection optique de la résonance électronique, à l'université Paris VI et obtient le titre de docteur d'État ès sciences. Spécialiste de physique des solides, ses travaux ont porté sur le pompage optique dans les semi-conducteurs, la photo-émission d'électrons polarisés et l'optique en champ proche. Elle obtient notamment la valeur communément acceptée du facteur de Landé des électrons dans l'Arséniure de Gallium g = -0,44, très différente de la valeur dans le vide g = 2, importante pour la compréhension de la physique du spin dans le régime de l'effet Hall quantique.
Elle est assistante à l'École normale supérieure, avant d'être recrutée comme maîtresse de conférences à l'École polytechnique (1980), où elle est nommée professeure en 1992. De 1980 à 2005, elle est directrice-adjointe du Laboratoire de physique de la matière condensée (LPMC UMR 7643). Elle devient professeure émérite en 2005.

## Engagement et responsabilités institutionnelles
Claudine Hermann étudie la situation des femmes scientifiques en Europe occidentale. Fille de pharmacienne, elle s'interroge sur l'influence du métier de la mère et du métier du père dans l'orientation professionnelle des filles. Elle  s'efforce d'inciter les filles à investir les activités scientifiques, en réalisant des conférences et en publiant des articles. Claudine Hermann souhaite « leur donner d'autres exemples que l'inaccessible Marie Curie. »
À la suite de sa nomination comme première femme professeure de physique à l'École polytechnique, Claudine Hermann se sensibilise au déficit de femmes dans les secteurs scientifiques, et s'engage dans des actions institutionnelles. Elle participe aux études pionnières que dirigent Huguette Delavault (1924-2003) et le réseau Demain la parité, sur la place des filles dans les classes préparatoires scientifiques (1997), puis dans les grandes écoles scientifiques (1998). Elle est co-auteure d'un rapport intitulé Les enseignants-chercheurs à l'université : la place des femmes, avec Noria Boukhobza, Huguette Delavault et Françoise Cyrot-Lackmann, dont est tiré l'ouvrage, Les enseignantes-chercheuses à l'université : demain la parité ?.
En 2000, Claudine Hermann est membre fondatrice et première présidente de l'association Femmes et sciences, créée avec Huguette Delavault, Françoise Cyrot-Lackman, Françoise Gaspard, Colette Kreder et l'association Femmes et mathématiques. Elle en est présidente d'honneur jusqu'à son décès.
De 1999 à 2006, elle représente, au sein de la Commission européenne, l'association Femmes et Sciences auprès de la Direction générale de la recherche. Elle est coauteure du rapport du groupe de travail « Femmes et sciences » du réseau ETAN, Intégrer la dimension du genre, un facteur d’excellence en 2000. Ce rapport qui présente un état des lieux détaillé et des recommandations concrètes à l'intention de l'Union européenne et des États membres, a reçu l'approbation du commissaire européen à la Recherche Philippe Busquin. Claudine Hermann fait également le point sur les développements de cette question en France, à la direction de l'Enseignement supérieur du ministère de l'Éducation nationale et au Centre national de la recherche scientifique (CNRS), dans la revue Sciences de l'Association française pour l'avancement des sciences (AFAS).
En 2005, Claudine Hermann contribue à la fondation de la Plateforme européenne des femmes scientifiques (European Platform of Women Scientists (en)) (EPWS), qui regroupe une centaine d'associations et 15 000 femmes scientifiques. Elle en est vice-présidente, de 2009 à 2017, puis présidente de 2017 à 2021.
Elle a été membre du conseil d'administration de la Fondation d'entreprise EADS, membre du jury des prix Irène-Joliot-Curie, membre du conseil d'administration de l'Association française pour l'avancement des sciences (AFAS) et membre du groupe Égalité Femmes-Hommes de la Conférence des grandes écoles (CGE).

## Décorations
Claudine Hermann est nommée au grade de chevalier dans l'ordre national du Mérite puis promue au grade d'officier le 14 mai 2001 au titre de « professeure à l'École polytechnique ; 32 ans de services civils ».
Elle est nommée au grade de chevalier dans l'ordre national de la Légion d'honneur, faite chevalier de l'ordre le 12 octobre 1996, promue au grade d'officier le 13 juillet 2005 au titre de  « professeure, vice-présidente d'une association en faveur de la promotion des sciences chez les femmes ». Elle est faite officier de l'ordre le 15 octobre 2005 puis promue au grade de commandeur le 31 décembre 2010 au titre de  « physicienne, professeure honoraire des universités, vice-présidente d'association ». Elle est faite commandeur de l'ordre le 8 juin 2011, puis élevée à la dignité de grand-officier dans l'ordre le 31 décembre 2014 au titre de « physicienne » et faite grand-officier par le président François Hollande le 20 mai 2015.
Elle est officier de l'ordre des Palmes académiques.

## Mémoire
Le 8 mars 2024, à l'occasion de la journée internationale des droits des femmes, l'université Sorbonne Paris Nord à Villetaneuse a renommé l'un de ses amphithéâtres "Amphithéâtre Claudine Hermann". Depuis la rentrée 2024, un collège de Massy porte également le nom de Claudine Hermann.

## Publications
- Physique des semi-conducteurs, avec Bernard Sapoval, Paris, Ellipses, 1991  (ISBN 978-2-729-89065-0).
- Physique statistique et illustrations en physique du solide, Éditions de l'École Polytechnique, 2003  (ISBN 978-2-7302-1022-5).
- Les enseignantes-chercheuses à l'université : demain la parité ? avec Huguette Delavault, Noria Boukhobza, Claudine Hermann, Corinne Konrad  (ISBN 978-2-747-53157-3).
- (Article) « Que faire pour que les filles fassent des sciences ? », avec Véronique Slovacek-Chauveau, Cahiers pédagogiques, no 467, en ligne.
- « Femmes et sciences, en Europe et en France », Sciences, revue de l'AFAS, no 2,‎ 2001, p. 3-6 (ISSN 0151-0304).
- (Chapitre) « Women and Science in France », avec Françoise Cyrot-Lackmann, Jeanne Peiffer et Hélène Rouch, pp. 227-263, in Neelam Kumar, Gender and Science, Studies across Cultures, Fondation Books Delhi, Cambridge University Press Pvt. Ltd. India, 2012.  (ISBN 978-81-7596-925-4).
- « Les femmes et la science, une vieille histoire de stéréotypes », émission La tête au carré, avec Sophie Robert et Anne Pépin, 13 février 2014 .
- Claudine Hermann, An interview at TSPMI, université de Vilnius .
- « La présentation des Principia d'Isaac Newton par la marquise du Châtelet », analyse par C. Hermann sur le site BibNum

## Pour approfondir